# Dixième collège du Nord (Valenciennes) de 1831 à 1848
Le dixième collège du Nord était l'une des 12 circonscriptions législatives françaises que comptait le département du Nord pendant la Monarchie de Juillet.

## Description géographique et démographique
Le 10e collège du Nord (Valenciennes) était situé à la périphérie de l'agglomération valenciennoise. Située entre les arrondissements de Douai et d' Avesnes-sur-Helpe, la circonscription est centrée autour de la ville de Valenciennes. 
Elle regroupait les divisions administratives suivantes : Canton de Valenciennes-Nord ; Canton de Valenciennes-Est ; Canton de Valenciennes-Sud ; Canton de Saint-Amand-les-Eaux-Rive droite ; Canton de Saint-Amand-les-Eaux-Rive gauche ; Canton de Bouchain et le Canton de Condé-sur-l'Escaut.

## Historique des députations
| Législature    | Début de mandat | Fin de mandat   | Député élu                          | Parti politique        | Observations |
| -------------- | --------------- | --------------- | ----------------------------------- | ---------------------- | ------------ |
| 2e législature | 5 juillet 1831  | 25 mai 1834     | Antoine Lefebvre de Vatimesnil      | Droite                 |              |
| 3e législature | 21 juin 1834    | 3 octobre 1837  | Pierre François Dumont              | Opposition dynastique  |              |
| 4e législature | 4 novembre 1837 | 2 février 1839  | Pierre François Dumont              | Opposition dynastique  |              |
| 5e législature | 2 mars 1839     | 12 juin 1842    | Pierre François Dumont              | Opposition dynastique  |              |
| 6e législature | 9 juillet 1842  | 6 juillet 1846  | Félix-Guillaume Merlin de Maingoval | Majorité ministérielle |              |
| 7e législature | 1er août 1846   | 24 février 1848 | Félix-Guillaume Merlin de Maingoval | Majorité ministérielle |              |